# パスカル定期券
パスカルとは、西日本旅客鉄道（JR西日本）が発売する、特急・急行列車の自由席が利用できる定期乗車券である。1995年7月1日から発売開始された（当初は福知山線・山陰本線・北陸本線・紀勢本線の一部区間のみの設定）。

## 概要
特急定期券の設定区間内の、特急列車自由席を利用できる。有効期間の設定は、通勤・通学共1箇月・3箇月・6箇月とある、（通学に関しては高等学校・中学校・小学校といった学校区分はない）。別にパスカル用回数指定席券（北陸地方・近畿地方エリアと、鳥取駅 - 米子駅間のみの設定）を買い求めれば、指定席も利用できる。また、特急停車駅以外からも利用できる（特急利用区間は最初の特急停車駅相互間となる）。
2022年3月12日から「こうのとり」「きのさき」「はしだて」「まいづる」「くろしお」の全列車が全車指定席化されたが、2023年2月28日まではこの5列車を利用する場合、普通車の空席を利用することができた。
2024年3月16日から「サンダーバード」「しらさぎ」「スーパーはくと」「スーパーいなば」「やくも」の全列車が全車指定席化されるが、この5列車を利用する場合は2025年2月28日までは普通車の空席を利用できる。

## 設定範囲
下記駅の範囲内で相互利用することができる。

### 北陸地方・近畿地方エリア
- 七尾線：全線
- 東海道本線（琵琶湖線の一部・JR京都線を含む）：米原駅 - 大阪駅間
- 大阪環状線：大阪駅 - 西九条駅 - 天王寺駅間
- 阪和線：天王寺駅 - 日根野駅間
- 関西空港線：全線
- 紀勢本線：新宮駅 - 紀伊勝浦駅間

#### 2025年2月28日で終了予定のエリア
いずれも、2024年3月16日のダイヤ改正により自由席車両のある特急列車が運行されなくなる区間。
- 北陸本線（琵琶湖線の一部を含む）：全線
- 湖西線：全線
- 東海道本線（JR神戸線・JR宝塚線の一部を含む）：大阪駅 - 姫路駅間

#### 過去の設定エリア
いずれも、2023年2月28日までの設定。
- 山陰本線（嵯峨野線を含む）：京都駅 - 城崎温泉駅間
- 福知山線（JR宝塚線の一部を含む）：全線
- 舞鶴線：全線
- 阪和線：日根野駅 - 和歌山駅間
- 紀勢本線：紀伊勝浦駅 - 和歌山駅間

### 中国・四国地方エリア
四国旅客鉄道（JR四国）のうち児島駅から200km以内の駅を含む。
- 山陰本線：鳥取駅 - 益田駅間
- 宇野線：岡山駅 - 茶屋町駅間
- 瀬戸大橋線：全線
- 予讃線：宇多津駅 - 伊予市駅間
- 土讃線：多度津駅 - 安和駅間

#### 2025年2月28日で終了予定のエリア
いずれも、2024年3月16日のダイヤ改正により自由席車両のある特急列車が運行されなくなる区間。
- 山陽本線：岡山駅 - 倉敷駅間
- 伯備線：全線

## 備考
- 定期券に自由席特急券が組み込まれており乗車してから車内で指定席へ変更した場合は、自由席特急券と指定席特急券との差額（指定席料金）を支払えば変更できる。ただし全席座席指定列車は、全席指定席化のダイヤ改正から翌年2月末までの利用に限られ、以降は利用不可となる。
- 列車が運休または、2時間以上遅延した場合や車内設備の故障でも特急料金等の払戻しは取扱わない（但し、引き続き5日間以上運休した場合に限り別途、詮議の上、有効期間の延長等の取扱いをする）。
- 任意による払い戻しは、通常の定期券と同様に計算されるが、拾得や盗難された定期券を不正払戻し防止の観点から本人確認ができる公的な身分証明書（健康保険証・運転免許書など）を窓口係員に提示しなければならない
- 有効期間を失効した定期券を使用し不正乗車を行なった場合は定期券は無効として回収され、券面にある全区間に対する超過日数の往復分の運賃・料金に加え、2倍の増運賃・料金を支払わなければならない。
- 新大阪～姫路、岡山～児島などICOCAエリア内完結であっても、ICOCA定期券としては発行されない。